# Aleucanitis albofasciata
Aleucanitis albofasciata är en fjärilsart som beskrevs av Volker John. Aleucanitis albofasciata ingår i släktet Aleucanitis och familjen nattflyn. Inga underarter finns listade i Catalogue of Life.